# Thomas Wolf
Thomas Wolf (Luxemburg, 28 januari 1963) is een voormalig voetballer uit Luxemburg. Hij speelde als verdediger voor achtereenvolgens Avenir Beggen, Union Luxembourg en CS Grevenmacher.

## Clubcarrière

### Erelijst
- Landskampioen

1986, 1990, 1991, 1992
- Beker van Luxemburg

1987, 1989, 1991, 1998

## Interlandcarrière
Wolf kwam in totaal negentien keer (twee doelpunten) uit voor de nationale ploeg van Luxemburg. Hij maakte zijn debuut op 11 september 1991 in het EK-kwalificatieduel tegen België, dat met 2-0 werd verloren door doelpunten van Enzo Scifo en Marc Degryse. Zijn negentiende en laatste interland speelde hij op 22 februari 1995 in de met 1-0 gewonnen EK-kwalificatiewedstrijd tegen Malta.
| Interlanddoelpunten | Interlanddoelpunten | Interlanddoelpunten | Interlanddoelpunten | Interlanddoelpunten | Interlanddoelpunten | Interlanddoelpunten |
| #                   | Datum               | Locatie             | Wedstrijd           | Goal(s)             | Uitslag             | Competitie          |
| ------------------- | ------------------- | ------------------- | ------------------- | ------------------- | ------------------- | ------------------- |
| 1                   | 25/03/1992          | Luxemburg           | Luxemburg – Turkije | 45'                 | 2–3                 | Oefeninterland      |
| 2                   | 23/03/1994          | Luxemburg           | Luxemburg – Marokko | 72'                 | 1–2                 | Oefeninterland      |